# اناندیل-روی-هادسون
اناندیل-روی-هادسون یا اناندیل (به انگلیسی:Annandale-on-Hudson) شهری است در شهرستان داچس (به انگلیسی: Dutchess County) در ایالت نیو یورک (به انگلیسی: New York) که آنجا بارد کالج (به انگلیسی: Bard College) موقعیت دارد. بارد کالج اکثریت شهر را تشکیل می‌دهد، ولی چند تا محله مسکونی متعلق به شهر نیز در محوطه اناندیل وجود دارد. اگرچه اطلاعات دقیقی راجع به جمعیت شهر اناندیل وجود ندارد، به گفته ویکی‌پدیا ۲۰۵۱ دانشجو و ۲۵۷ استاد در بارد کالج مشغول به کار هستند.
اناندیل در منطقه «هادسون ولی» (به انگلیسی: Hudson Valley) در کناره شرقی رودخانه هادسون حدود ۱۸۵ کیلومتری شمال شهر نیو یورک موقعیت دارد. در کناره مقابل رودخانه هادسون کوهستان کتسکیل (به انگلیسی: Catskills) است. این منطقه مشهور به مناظر زیبای خود است.
تنها اداره پست این شهر در بارد کالج قرار دارد و متعلق به بارد کالج می‌باشد. پلیس از شهر رد هوک (به انگلیسی: Red Hook)، که در مجاورت اناندیل قرار دارد، در صورت لزوم به اناندیل اعزام می‌شود.

## نگارخانه

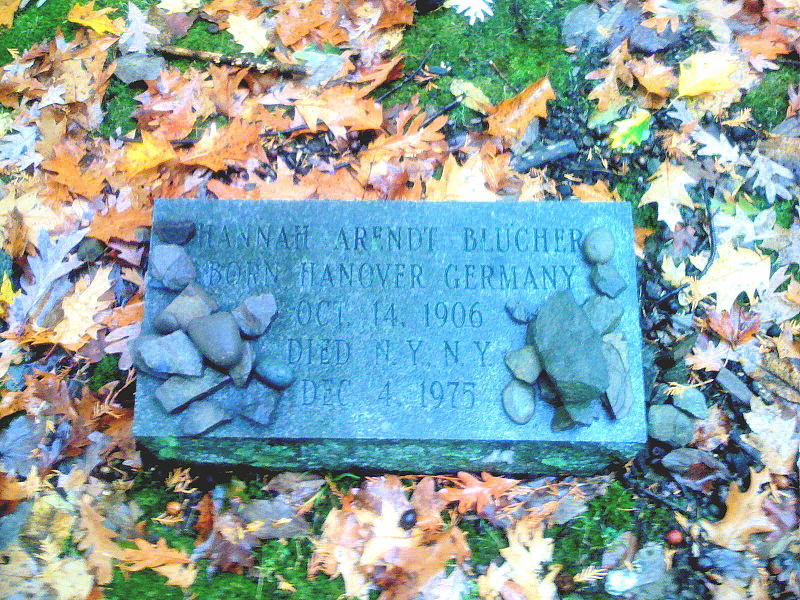